# Basili de Rubí
Basili de Rubí (1899 in Rubí – 1986 in Barcelona) war der Ordensname des katalanischen Kapuziners Francesc Malet i Vallhonrat.
1927 wurde er Kapuziner. Während des spanischen Bürgerkrieges wurde er fast festgenommen und ermordet, aber er könnte fliehen, und er war nach Italien gegangen. Da fing er mit seinen Forschungen über die Geschichte des Kapuzinersordens in Katalonien an. Sobald der Krieg in Spanien beendet hatte, kehrte er nach Katalonien zurück. Er wurde u. a. Direktor der Priesterseminare der Kapuziner in Olot und Barcelona ernannt.
Er war Historiker, Stifter der Gesellschaft Franciscalia 1948, Verleger der Zeitschrift Estudios Franciscanos seit ihrer Wiederherstellung 1948 und Anfänger und Direktor der Sammlung über Philosophie Criterion in 1959.

## Werke
- Reforma de Regulares a principios del siglo XIX (1943). (auf Katalanisch)
- Necrologi dels frares menors caputxins de Catalunya i Balears (1945). (auf Katalanisch)
- Art pessebrístic (1947). (auf Katalanisch)
- La última hora de la tragedia. Hacia una revisión del caso Verdaguer (1958). (auf Spanisch)
- El padre Bernardino de Manlleu (1962). (auf Spanisch)
- Les corts generals de Pau Claris (1976). (auf Katalanisch)
- Un segle de vida caputxina a Catalunya (1978). (auf Katalanisch)
- Els caputxins a la Barcelona del segle XVIII (1984). (auf Katalanisch)